# سیست‌آدنوکارسینوم سروزی
سیست‌آدنوکارسینوم سروزی (انگلیسی: Serous cystadenocarcinoma) یک تومور سروزی از خانوادۀ سیست‌آدنوکارسینوم‌ها است.
معمولاً محل اولیه تشکیل سیست‌آدنوکارسینوم تخمدان است. وقوع نادر آن در لوزالمعده هم گزارش شده است، اگرچه این معمول نیست، و اکثریت توده‌های میکروکیستی لوزالمعده علل دیگری چون سیست‌آدنوم سروزی لوزالمعده خوش‌خیم‌ دارند.